# Sinadroma sherriffsi
Sinadroma sherriffsi is een hooiwagen uit de familie Sclerosomatidae.